# Alegoría de la victoria de los holandeses sobre la flota española en Gibraltar, 25 de abril de 1607
Alegoría de la victoria de los holandeses sobre la flota española en Gibraltar, 25 de abril de 1607, es una pintura al óleo sobre tabla del pintor neerlandés Adam Willaerts. Pintada entre 1615 y 1630 en la ciudad de Utrecht, la pintura se conserva en el Rijksmuseum de Ámsterdam.

## Descripción
La pintura es una alegoría de la victoria neerlandesa sobre los españoles durante la batalla de Gibraltar, que tuvo lugar el 25 de abril de 1607 en el contexto de la Guerra de los Ochenta Años. En la pintura se puede ver en primer plano a un neerlandés y un español luchando entre ellos por una barra de madera, mientras un inglés y un veneciano los observan. En el fondo puede observarse la batalla naval en las proximidades del Peñón.

### Otros artículos
- Batalla de Gibraltar (1607)